# إنكونفيدنتس
إنكونفيدنتس (بالبرتغالية: Inconfidentes)؛ بلدية في ولاية ميناس جيرايس في المنطقة الجنوبية الشرقية من البرازيل.